# Bythinella cretensis
Bythinella cretensis е вид охлюв от семейство Hydrobiidae.

## Разпространение
Видът е разпространен в Гърция (Крит).